# Micrurus limbatus
Micrurus limbatus là một loài rắn trong họ Rắn hổ. Loài này được Fraser mô tả khoa học đầu tiên năm 1964.